# Свято-Архангело-Михайлівський жіночий монастир (Одеса)
Свято-Архангело-Михайлівський жіночий монастир — монастир РПЦ в Одесі, розташований в Історичному центрі, за адресою вул. Успенська, 4.

## Історія
Заснований у 1835 князем Михайлом Воронцовим, який збудував в центрі Одеси Михайлівську церкву. За п'ять років священий синод постановив заснувати при церкві жіночий монастир. Чорницями монастиря був заснований шпиталь, школа для осиротілих дівчаток, а також їдальню для убогих.
У 1923 монастир і спільноту ліквідовано, оскільки монахині відмовилися підтримати рух живоцерковництва.
У 1931 монастирський собор Св. Архангела Михаїла разом із дзвіницею було підірвано більшовиками..
Під час німецької окупації Одеси в 1942 діяльність монастиря відновлена. Загалом зібралося близько 70 чорниць. Монастир діяв до 1961, коли був знову скасований, а терен передано туберкульозному шпиталю.
У 1992 відновив свою діяльність. При монастирі відновлено милосердну діяльність, збудовано «Будинок милосердя»..

## Галерея

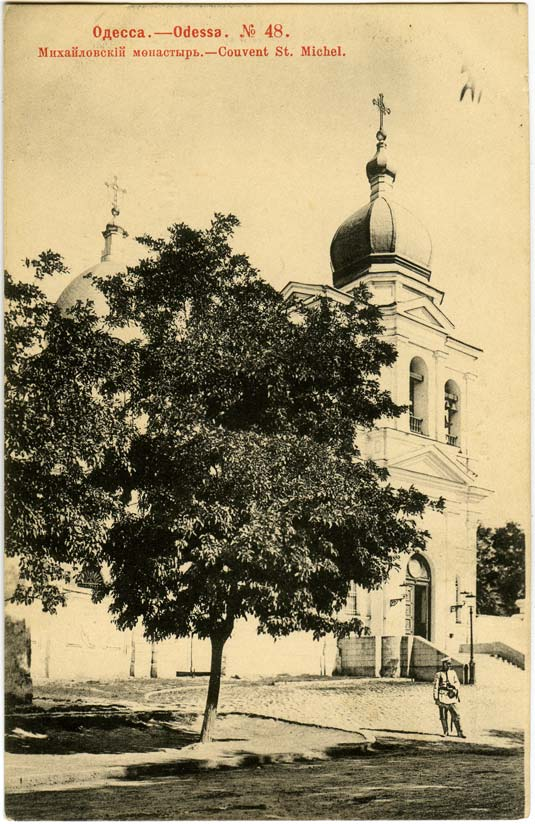
Дзвіниця зруйнованої Михайлівської церкви - листівка кінця 19-го століття
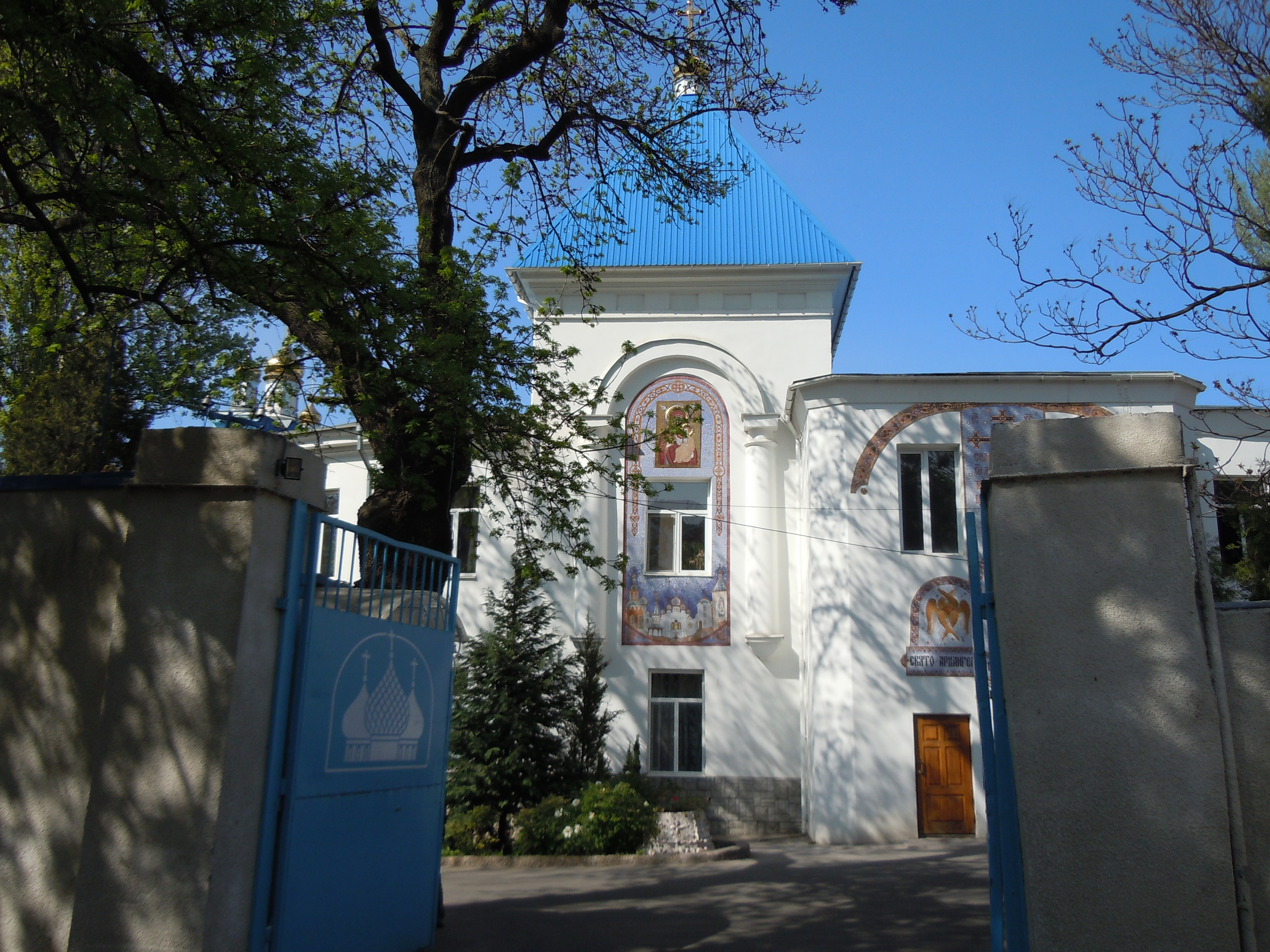
Головна брама монастиря
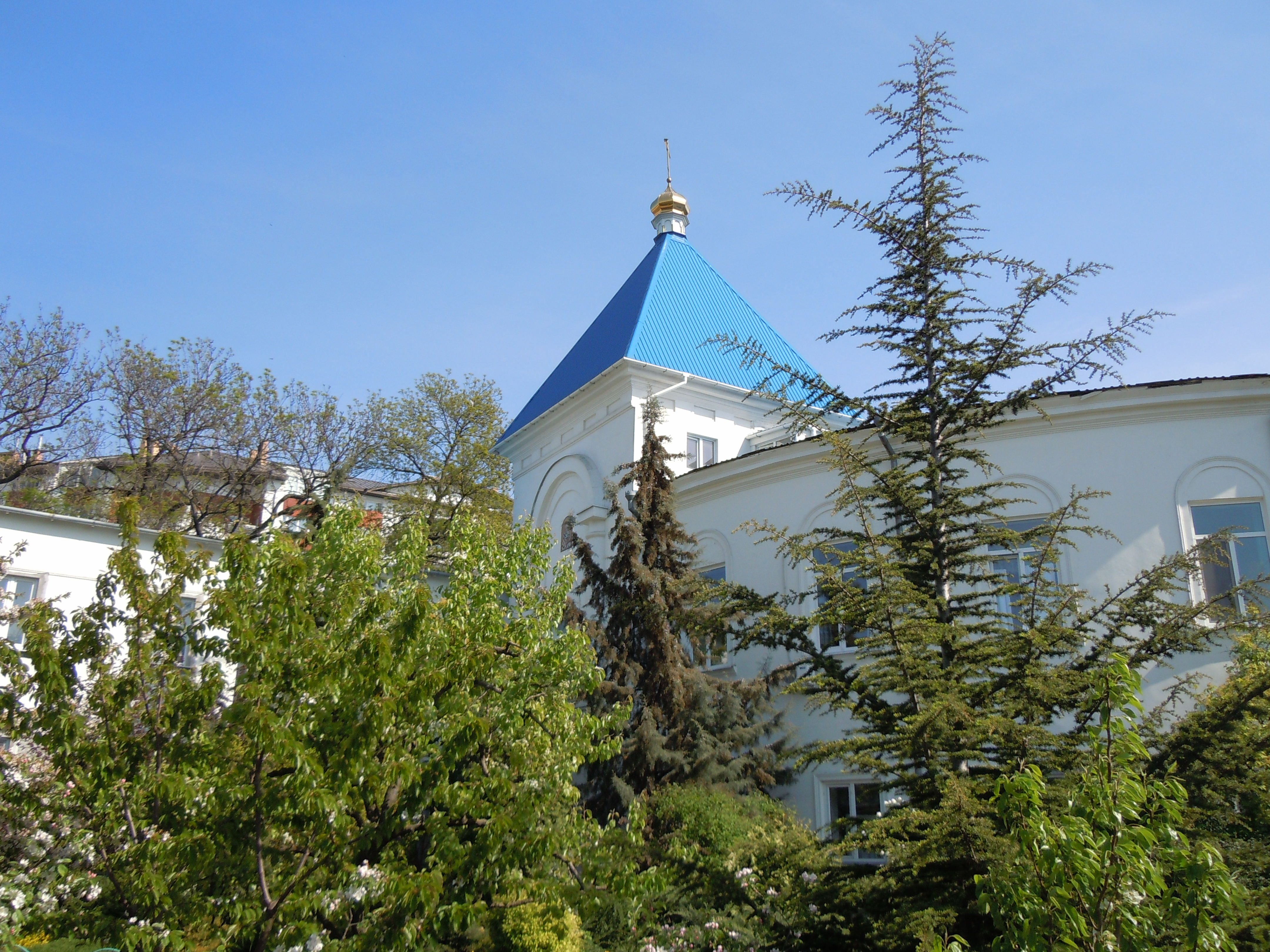
Головний корпус
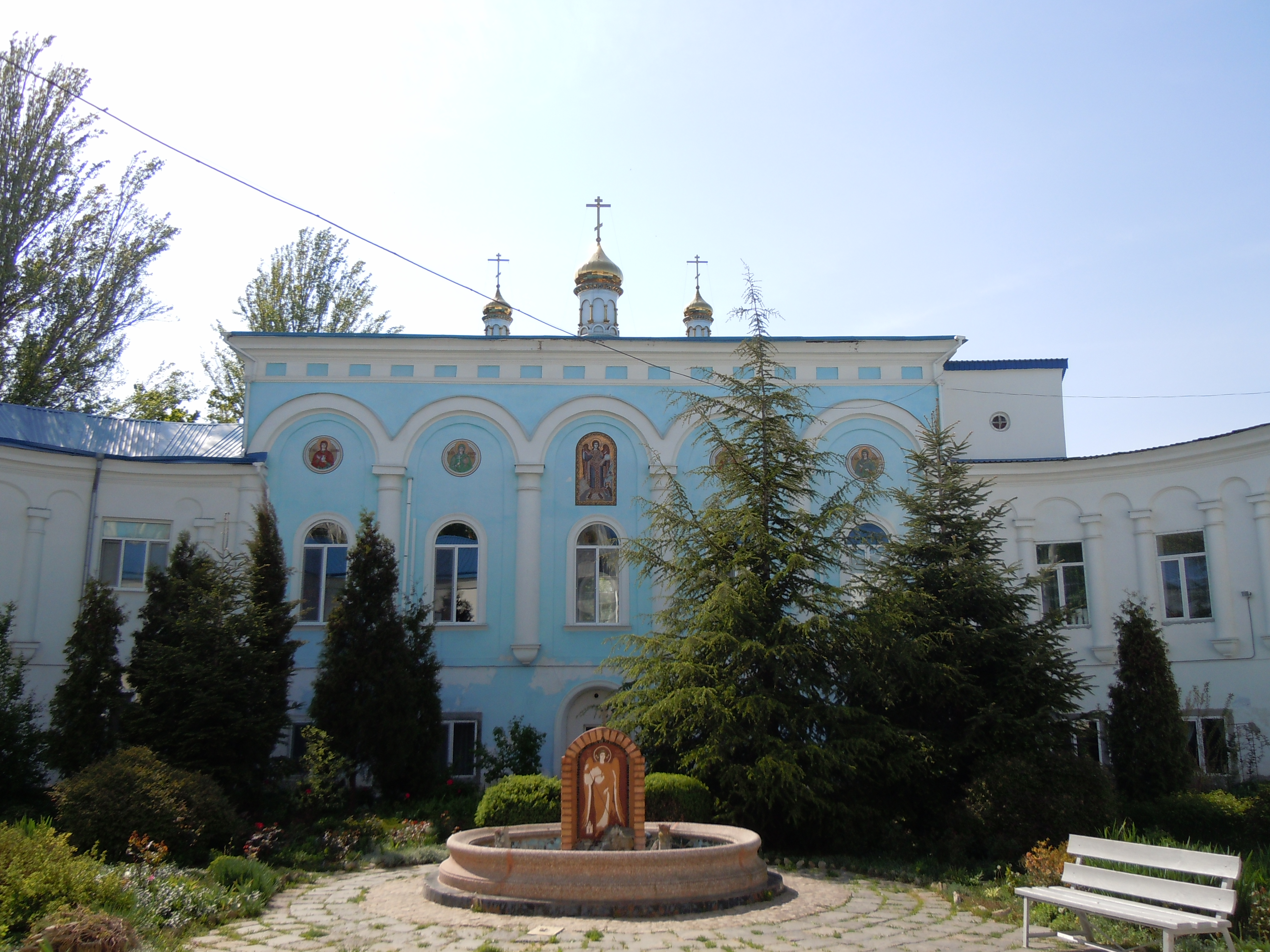
Внутрішнє подвір'я головного корпусу
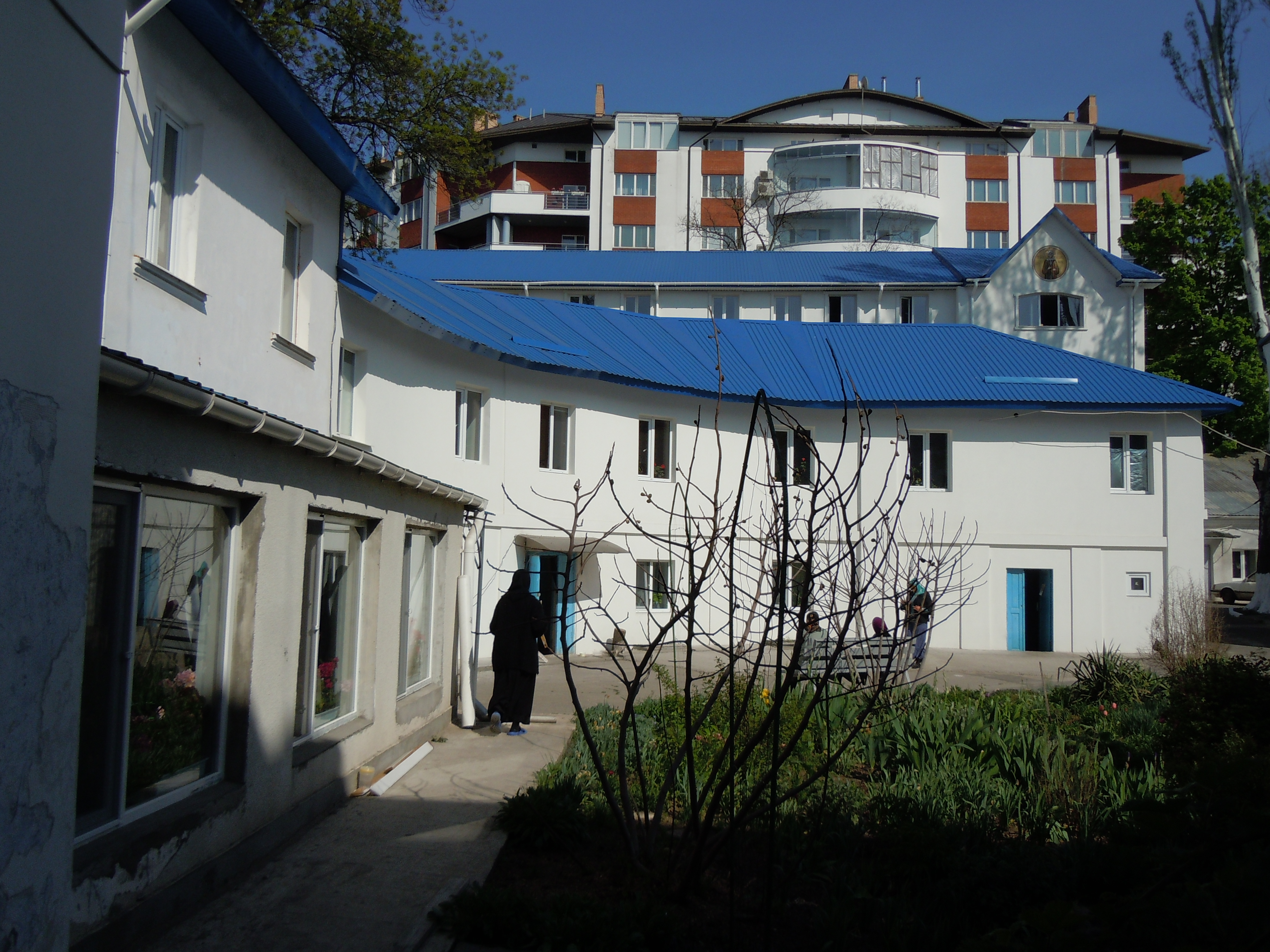
Келії
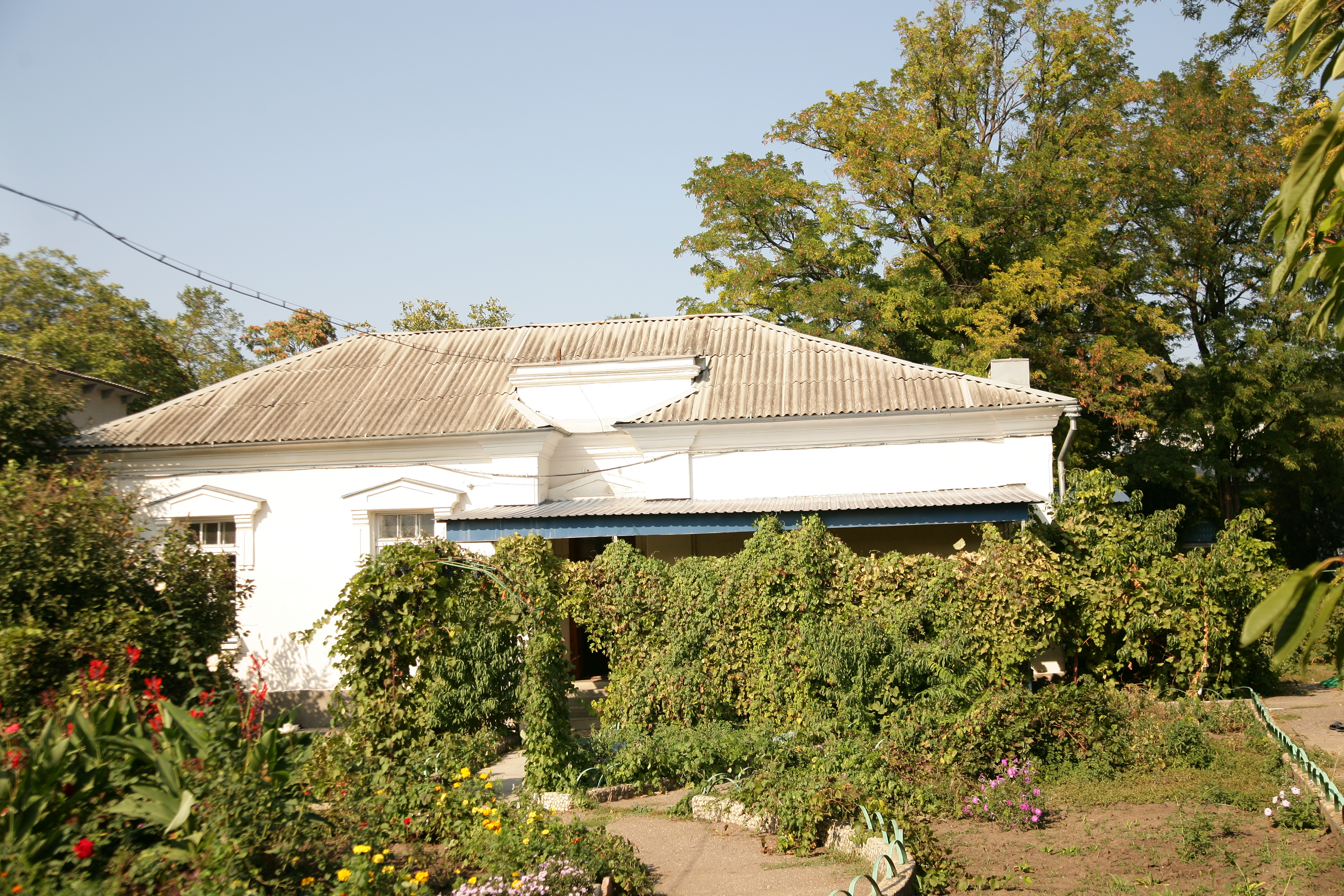
Колишні лазні
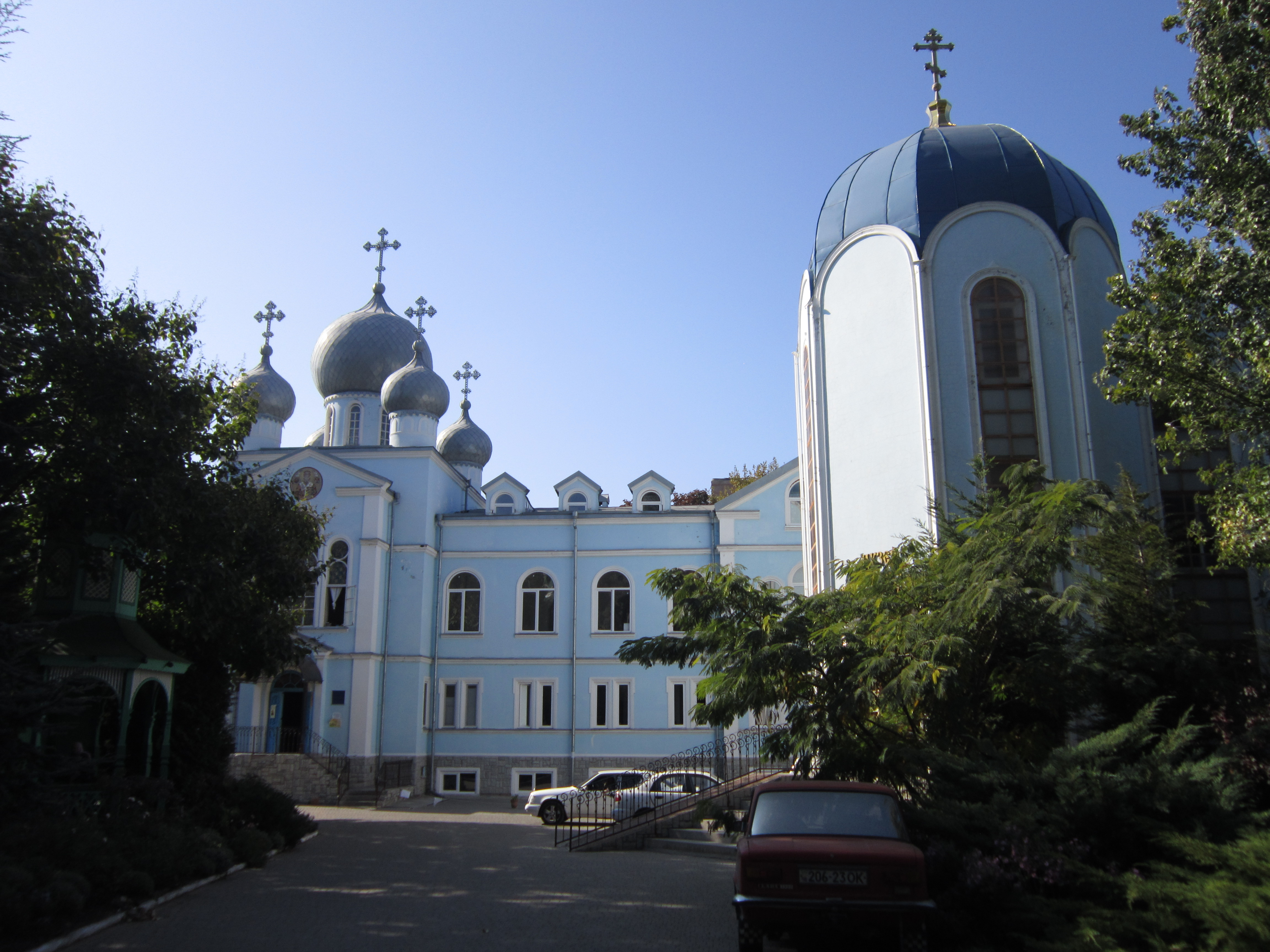
Будинок милосердя
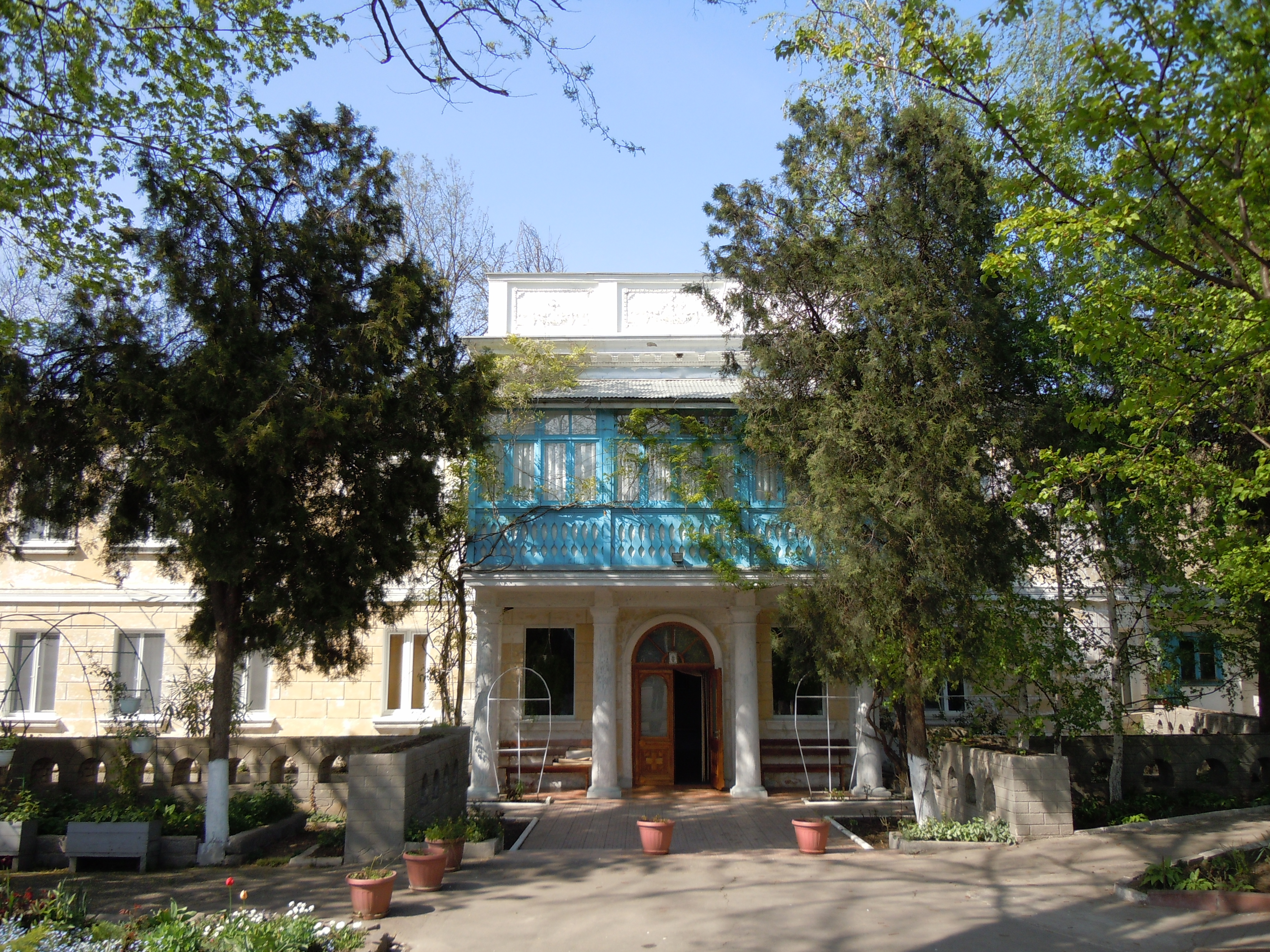
Будинок монастирської клініки
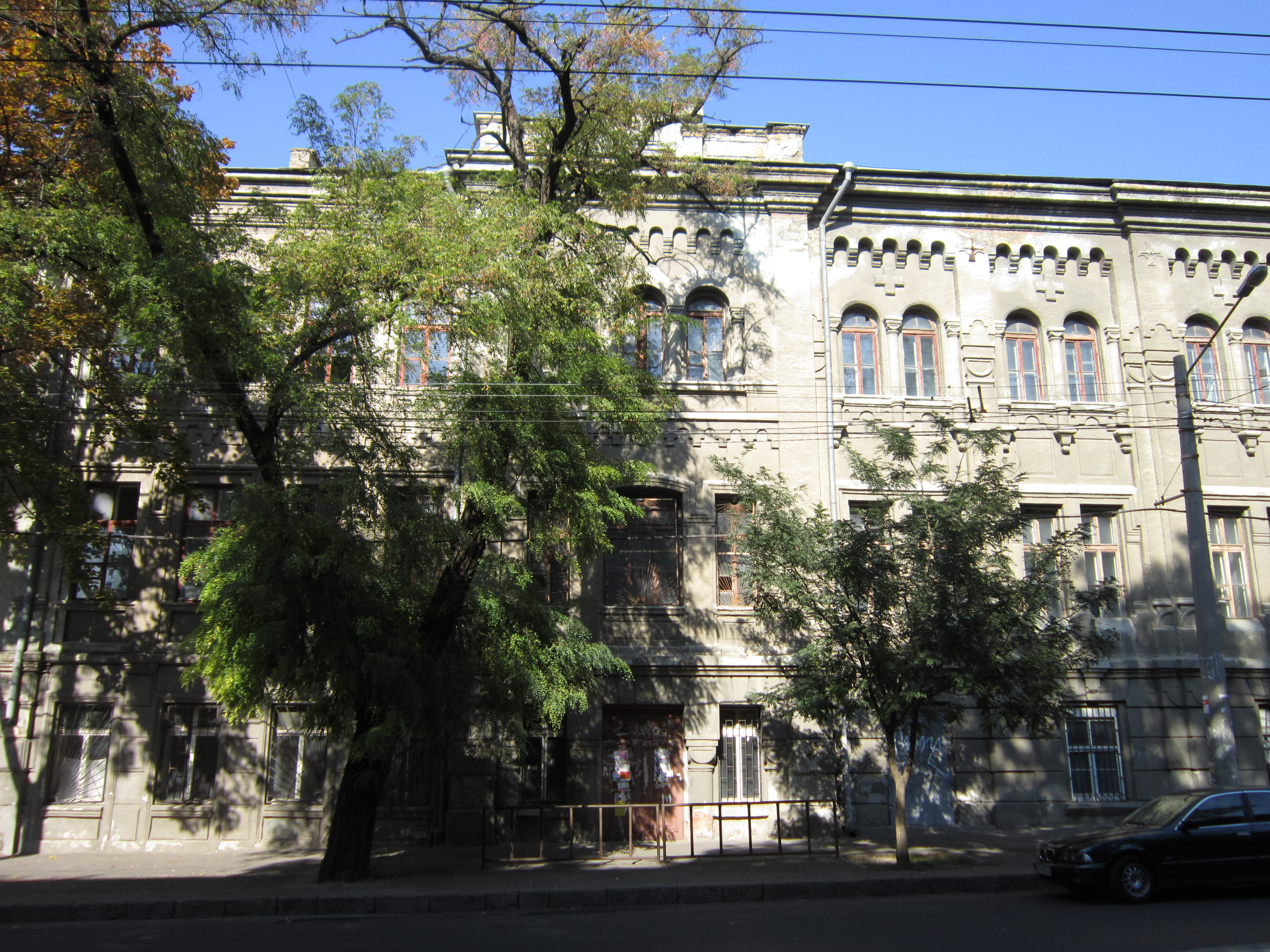
Будівля єпархіального училища (на даний час не належить монастирю)
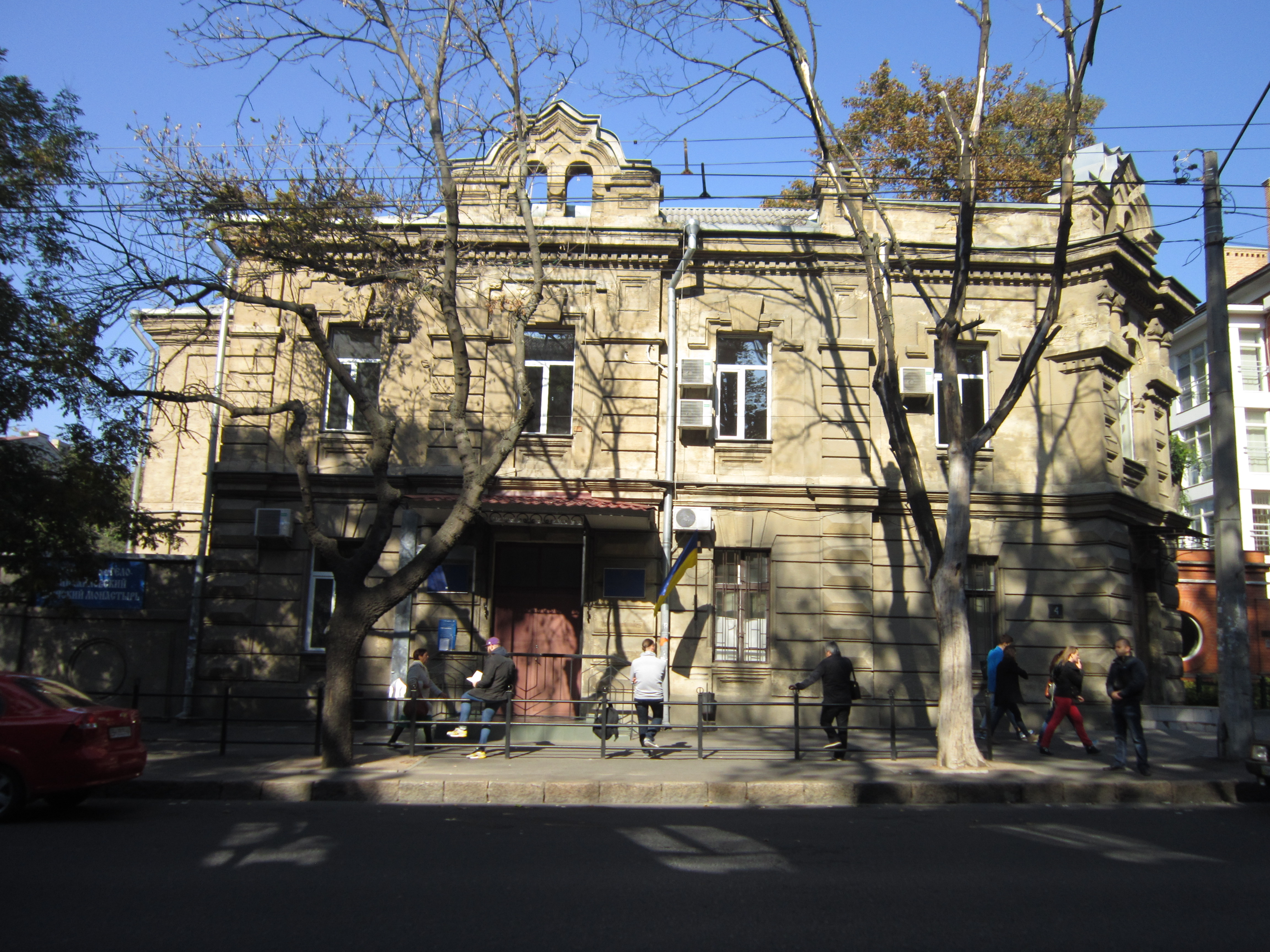
Колишній ігуменський будинок (на даний час не належить монастирю)